# Nationale weg 26 (Japan)
De Nationale weg 26 (国道26号, Kokudō nijūroku-gō) is een Japanse nationale autoweg die Kita-ku in Osaka (prefectuur Osaka) verbindt met de stad Wakayama (prefectuur Wakayama). De autoweg werd in gebruik genomen in 1920.

## Overzicht
- Lengte: 72,3 km
- Beginpunt: Kita-ku in Osaka (De weg start aan het eindpunt van de Nationale weg 1)
- Eindpunt: Wakayama (De weg eindigt aan het eindpunt van de nationale wegen 24 en 42)

## Gemeenten waar de autoweg passeert
- Prefectuur Osaka
  - Osaka (wijken Kita-ku – Chūō-ku – Naniwa-ku - Nishinari-ku - Suminoe-ku) - Sakai (wijken Sakai-ku – Nishi-ku) - Takaishi – Izumi - Izumiōtsu - Tadaoka (District Senboku) - Kishiwada - Kaizuka - Izumisano - Tajiri (District Sennan) - Izumisano - Sennan - Hannan - Misaki (District Sennan)
- Prefectuur Wakayama
  - Wakayama